# 29472 Гурвінек
29472 Гурвінек (29472 Hurvínek) — астероїд головного поясу, відкритий 27 жовтня 1997 року.
Тіссеранів параметр щодо Юпітера — 3,383.